# Asteras Vlachioti FC
El Asteras Vlachioti FC (en griego: Α.Σ. Αστήρ Βλαχιώτη Λακωνίας) es un equipo de fútbol de Grecia que juega en la Gamma Ethniki, la tercera división nacional.

## Historia
Fue fundado en el año 1950 en la ciudad de Vlachioti en la región de Laconia inicialmente como un equipo para jugar en los torneos regionales.
En la temporada 2015/16 juega a nivel nacional por primera vez al ascender a la Delta Ethniki. Cuatro temporadas más tarde asciende a la Gamma Ethniki.

## Palmarés
- Delta Ethniki: 1

2019-20
- Campeonato Laconia FCA: 2

1995–96, 2016–17
- Recopa de Laconia FCA: 1

2016–17